# Jackals d'Elmira
Les Jackals d'Elmira sont une franchise professionnelle de hockey sur glace en Amérique du Nord qui évolue dans l'ECHL. L'équipe est basée à Elmira dans l'État de New York, États-Unis.

## Historique
La franchise est créée en 2000 et joue sept saisons dans l'United Hockey League. À partir de la saison 2007-2008, elle est intégrée dans l'ECHL. Elle disparait après la saison 2016-2017 après que les propriétaires de l'équipe ait tenté de vendre l'équipe.

### Saisons en UHL
| Saison    | PJ | V  | D  | DP | BP  | BC  | Pts | Classement                    | Séries éliminatoires      |
| --------- | -- | -- | -- | -- | --- | --- | --- | ----------------------------- | ------------------------- |
| 2000-2001 | 74 | 32 | 33 | 9  | 260 | 289 | 73  | 2e place, conférence nord-est | Défaite en première ronde |
| 2001-2002 | 74 | 45 | 21 | 8  | 260 | 216 | 98  | 1e place, conférence est      | Défaite en finale         |
| 2002-2003 | 76 | 41 | 28 | 7  | 257 | 254 | 89  | 3e place, conférence est      | Défaite en seconde ronde  |
| 2003-2004 | 76 | 33 | 34 | 9  | 238 | 256 | 75  | 4e place conférence est       | Défaite en finale         |
| 2004-2005 | 80 | 24 | 51 | 5  | 224 | 310 | 53  | 4e place, conférence est      | Ne participe pas          |
| 2005-2006 | 76 | 27 | 42 | 7  | 231 | 300 | 61  | 4e place, conférence est      | Ne participe pas          |
| 2006-2007 | 76 | 30 | 45 | 1  | 217 | 287 | 61  | 6e place, conférence est      | Ne participe pas          |

### Saisons en ECHL
| Saison    | PJ | V  | D  | DP | DTB | BP  | BC  | Pts | Classement                     | Séries éliminatoires |
| --------- | -- | -- | -- | -- | --- | --- | --- | --- | ------------------------------ | -------------------- |
| 2007-2008 | 72 | 41 | 23 | 3  | 4   | 245 | 219 | 89  | 2eplace, Division Nord         | Défaite en 2e ronde  |
| 2008-2009 | 72 | 39 | 26 | 2  | 5   | 235 | 232 | 85  | 3eplace, Division Nord         | Défaite en 2e ronde  |
| 2009-2010 | 72 | 37 | 26 | 6  | 3   | 275 | 231 | 83  | 1replace, Division Nord        | Défaite en 1re ronde |
| 2010-2011 | 72 | 32 | 30 | 7  | 3   | 249 | 264 | 74  | 2e place, Division Atlantique  | Défaite en 1re ronde |
| 2011-2012 | 72 | 45 | 22 | 2  | 3   | 228 | 204 | 95  | 1re place, Division Atlantique | Défaite en 2e ronde  |
| 2012-2013 | 72 | 40 | 25 | 3  | 4   | 247 | 220 | 87  | 2e place, Division Atlantique  | Défaite en 1re ronde |
| 2013-2014 | 72 | 24 | 40 | 3  | 5   | 176 | 252 | 56  | 3e place, Division Atlantique  | Ne participe pas     |

## Logo

Logo de 1999 à 2007